# Sphagnum austro-americanum
Sphagnum austro-americanum là một loài rêu trong họ Sphagnaceae. Loài này được H.A. Crum mô tả khoa học đầu tiên năm 1993.